# Thoires
Thoires is een gemeente in het Franse departement Côte-d'Or (regio Bourgogne-Franche-Comté) en telt 78 inwoners (2009). De plaats maakt deel uit van het arrondissement Montbard.

## Geografie
De oppervlakte van Thoires bedraagt 9,7 km², de bevolkingsdichtheid is dus 8 inwoners per km².
De onderstaande kaart toont de ligging van Thoires met de belangrijkste infrastructuur en aangrenzende gemeenten.

## Demografie
Onderstaande figuur toont het verloop van het inwonertal (bron: INSEE-tellingen).